# Sopwith Sociable
El Sopwith Sociable (o a veces Churchill o Tweenie) fue un biplano monomotor biplaza británico de configuración tractora, diseñado y construido por Sopwith para el Real Servicio Aéreo Naval.

## Diseño y desarrollo
El Sociable, llamado así porque la tripulación estaba sentada uno al lado del otro, en lugar de en tándem, fue encargado por el Almirantazgo británico para que el Real Servicio Aéreo Naval lo utilizara como avión de entrenamiento. Era un biplano de dos vanos propulsado por un motor radial Gnome Monosoupape. El Almirantazgo le dio al Sociable la matrícula 149 y voló por primera vez desde Brooklands el 17 de febrero de 1914.

## Historia operacional
Dos días después de su primer vuelo, el Sociable fue entregado en Hendon el 19 de febrero de 1914. Al día siguiente, el Primer Lord del Almirantazgo, Winston Churchill, voló en él como pasajero; posteriormente se ganó el sobrenombre de "Sopwith Churchill". Tenía su base en Eastchurch cuando el 25 de marzo de 1914 cayó al suelo durante el despegue.
Reparado por Sopwith, fue entregado al No. 3 Squadron del RNAS en Bélgica en septiembre de 1914. Fue equipado con un depósito de combustible adicional y un soporte para bombas, y se utilizó en un intento fallido de bombardear un dirigible alemán en Colonia el 22 de septiembre de 1914. Fue transferido al No. 1 Squadron del RNAS, pero rompió un eje al despegar desde Amberes, dañándose el tren de aterrizaje y dañándose gravemente el ala superior. Mientras esperaba ser reparado en Amberes, fue abandonado tras el avance de las tropas alemanas.

## Operadores
Reino Unido
- Servicio Aéreo Naval Real

## Especificaciones
Referencia datos: Sopwith - The Man and His Aircraft

### Características generales
- Tripulación: Dos (alumno e instructor)
- Longitud: 7,4 m (24,2 ft)
- Envergadura: 11 m (36 ft)
- Altura: 2,7 m (9 ft)
- Peso vacío: 435 kg (958,7 lb)
- Peso cargado: 744 kg (1639,8 lb)
- Planta motriz: 1× motor rotativo de 9 cilindros refrigerado por aire Gnome Monosoupape 9 Type B.
  - Potencia: 75 kW (103 HP; 102 CV)
- Hélices: Bipala de paso fijo
- Diámetro de la hélice: 2,59 m
- Capacidad de combustible: 110 L

### Rendimiento
- Velocidad máxima operativa (Vno): 140 km/h (87 MPH; 76 kt)
- Alcance: 3 h